# Belcar
Belcar war eine Schweizer Automarke.

## Unternehmensgeschichte

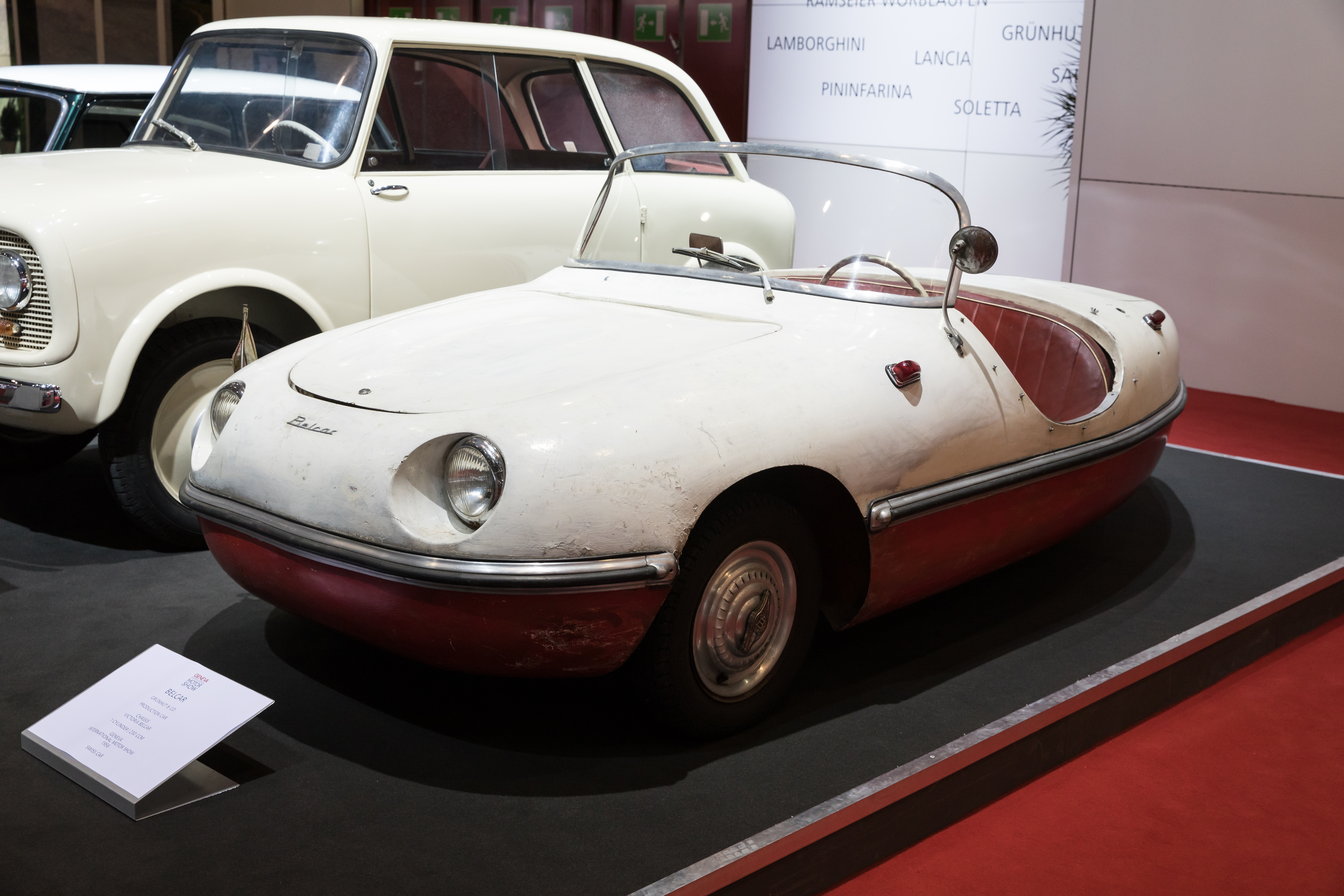
Belcar auf dem Genfer Auto-Salon 2018

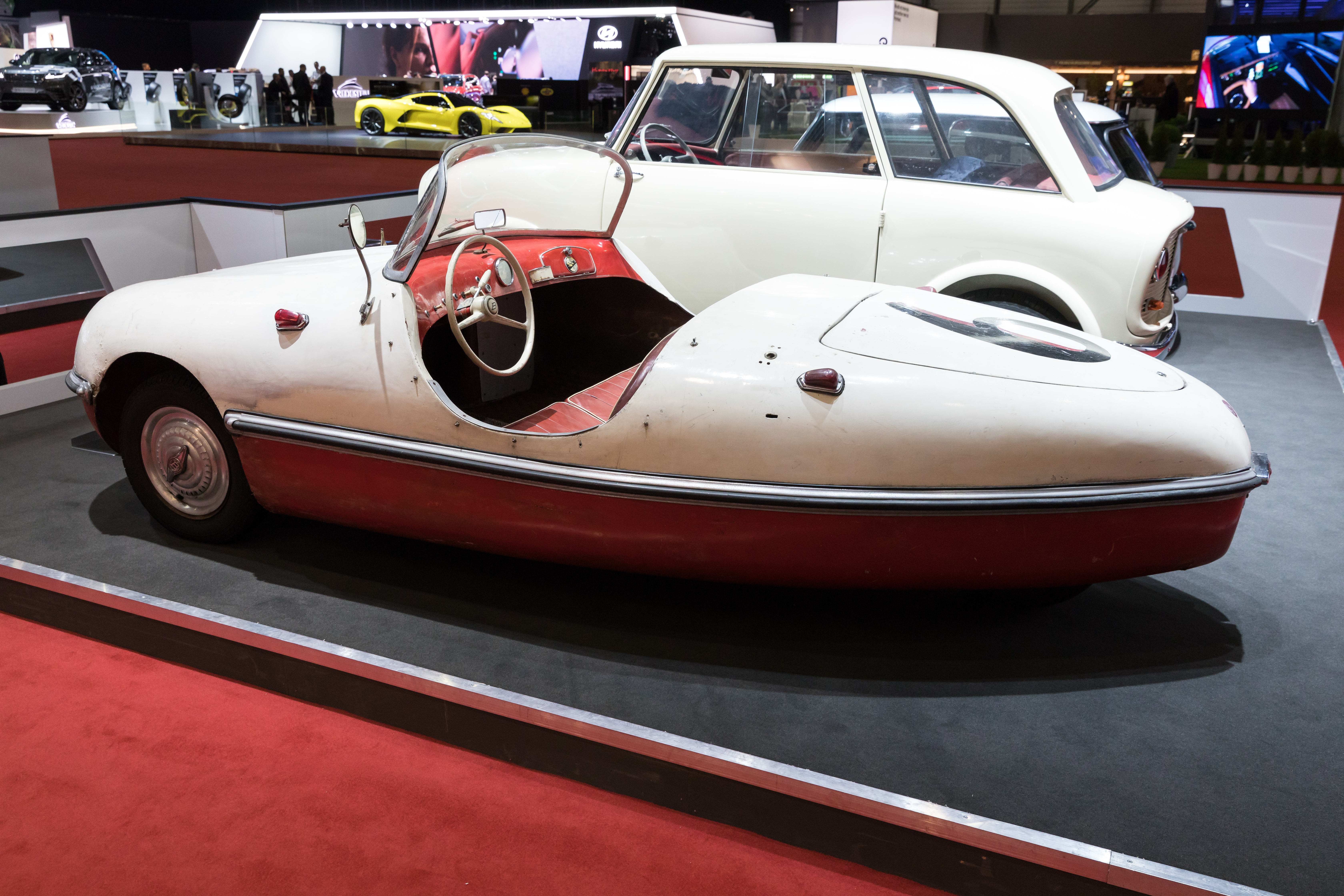
Seitenansicht.
Daneben steht ein Soletta 750.

Die Fahrzeugfabrik Wollerau (ehemals A. Grünhut & Co.) aus Wollerau begann 1955 mit der Produktion von Automobilen. Der Markenname lautete Belcar. 1957 endete die Produktion. Insgesamt entstanden nur wenige Exemplare.

## Fahrzeuge
Das einzige Modell entstand nach einer Lizenz von Brütsch. Es war ein Dreirad mit zwei Rädern vorn und einem Rad hinten. Das Fahrzeug hatte einen Gitterrahmen. Zunächst kam ein Zweitaktmotor der Victoria-Werke mit 193 cm³ Hubraum zum Einsatz. Später wurde ein Motor mit 250 cm³ Hubraum und 11,3 PS Leistung verwendet. Die offene Kunststoffkarosserie bot Platz für zwei bis drei Personen.
Ein Fahrzeug ist erhalten geblieben.